# ما وراء البحر (المرآة السوداء)
ما وراء البحر Beyond the Sea هي الحلقة الثالثة من الموسم السادس سلسلة الخيال العلمي المرآة السوداء . . كتبها مبتكر السلسلة تشارلي بروكر وأخرجها جون كراولي. عُرضت مع بقية الموسم السادس على نتفليكس في 15 يونيو 2023. تدور أحداث الحلقة في عالم خيالي عام 1969، وتتتبع رائدي فضاء، كليف (آرون بول) وديفيد (جوش هارتنيت)، اللذين يعيشان داخل نسخ مطابقة لأجسادهما على الأرض. يواجه الرائدان مأساة لا تُصدق تحدث على الأرض.
فكر بروكر في الحلقة كقصة عن العمل من المنزل. تأثرت الحلقة بطائفة عائلة مانسون التي كانت نشطة في الستينيات. العنوان مستمد من النسخة الإنجليزية لأغنية "La Mer"، وهي أغنية بارزة في الحلقة. استمر التصوير لمدة ثلاثة أسابيع في ويتستابل، إنجلترا، خلال صيف 2022، بالإضافة إلى مواقع في لندن وإسبانيا. يؤدي آرون بول، وهو معجب بـبلاك ميرور، دور كليف وديفيد داخل نسخة كليف المطابقة. كان قد وافق على ظهور قصير في حلقة الموسم الرابع "USS Callister" عام 2017 بشرط أن يتمكن من الظهور في المسلسل مرة أخرى.
حدد النقاد أن الحلقة تركز على الشخصيات: كليف أكثر صرامة وتوترًا مقارنة بديفيد. يتم استكشاف رجولة كل شخصية، وكذلك تجربة لانا في العزلة. حظي الأداء التمثيلي بإشادة واسعة من النقاد، كما حظيت النبرة العاطفية والتأملية للحلقة بالثناء، على الرغم من أن الحبكة والإيقاع تلقيا ردود فعل متباينة. بشكل عام، اعتبرها العديد من النقاد أفضل حلقة في الموسم السادس.